# اول‌بایان (سوخ‌باتور)
شهرستان اُول‌بایان (به زبان مغولی: Уулбаян сум، [Uulbajan sum]؛ ᠠᠭᠤᠯᠠ ᠪᠠᠶ᠋ᠠᠨ ᠰᠤᠮᠤ، [aɣula bayan sumu]) یک شهرستان (سُوم) در مغولستان است که در استان سوخ‌باتور واقع شده‌است.

## تقسیمات اداری
شهرستان اُول‌بایان متشکل از ۵ قصبه (باغ) می‌باشد، شامل:
- بایان (مغولی: Баян баг، [Bajan bag]؛ ᠪᠠᠶ᠋ᠠᠨ ᠪᠠᠭ، [bayan baɣ])
- تِگش (مغولی: Тэгш баг، [Tegš bag]؛ ᠲᠡᠭᠰᠢ ᠪᠠᠭ، [tegši baɣ])
- جارغالانت (مغولی: Жаргалант баг، [Žargalant bag]؛ ᠵᠢᠷᠭᠠᠯᠠᠩᠲᠤ ᠪᠠᠭ، [jirɣalaŋtu baɣ])
- جافخلانت (مغولی: Жавхлант баг، [Žavxlant bag]؛ ᠵᠢᠪᠬᠤᠯᠠᠩᠲᠤ ᠪᠠᠭ، [jibqulaŋtu baɣ])
- دِلگِر (مغولی: Дэлгэр баг، [Delger bag]؛ ᠳᠡᠯᠭᠡᠷ ᠪᠠᠭ، [delger baɣ])